# الجوهز الأسفل (الحيمة الداخلية)

تعديل مصدري - تعديل

الجوهز الأسفل هي إحدى قرى عزلة بني مهلهل بمديرية الحيمة الداخلية التابعة لمحافظة صنعاء، بلغ تعداد سكانها 66 نسمة حسب تعداد اليمن لعام 2004.